# الهندوسية في ماليزيا

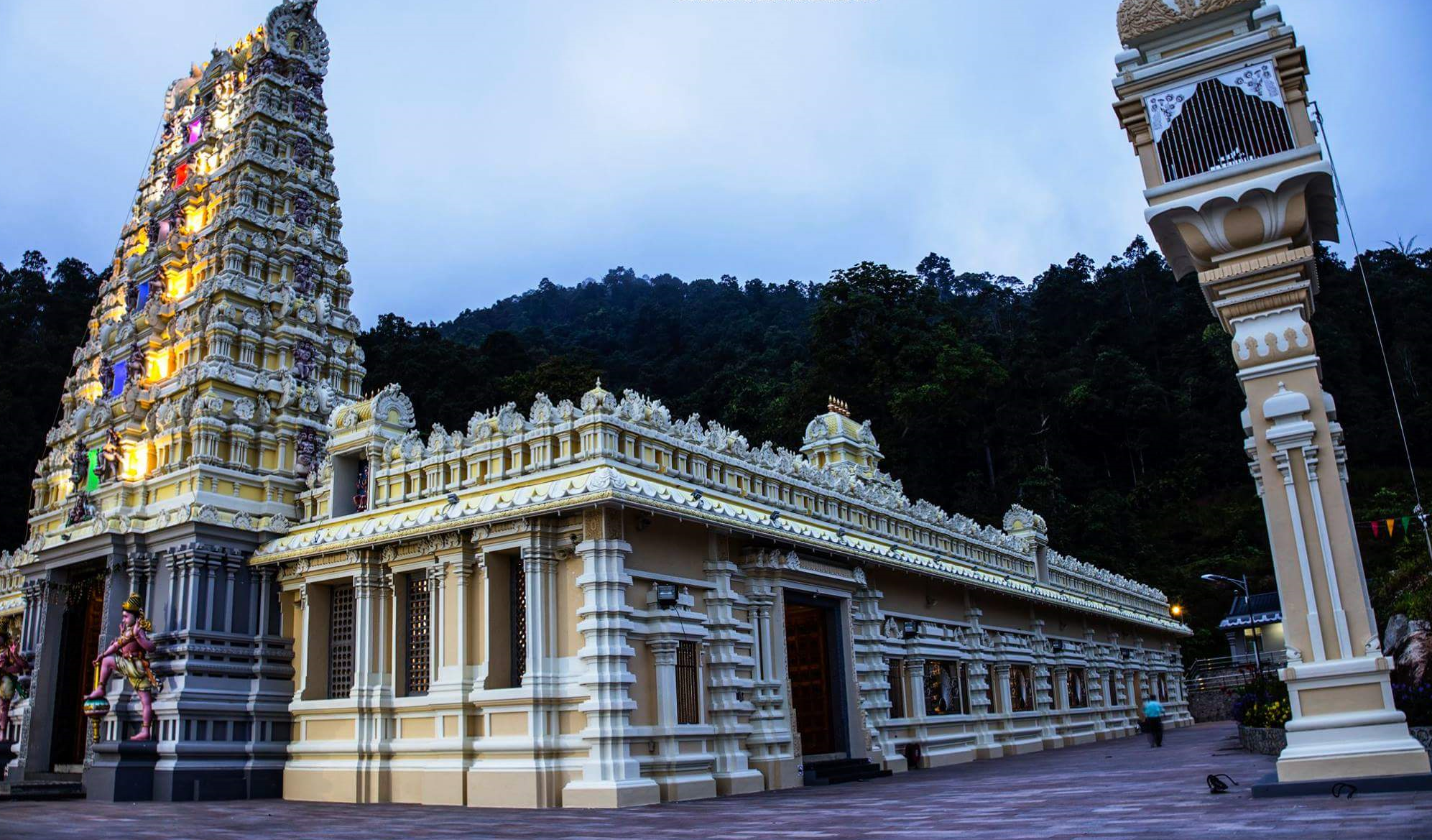
احد المعابد الهندوسية

الهندوسية هي رابع أكبر ديانة في ماليزيا. حوالي 1.78 مليون مقيم ماليزي (6.3 ٪ من إجمالي السكان) هم من الهندوس، وفقًا لتعداد 2010 في ماليزيا.
بدأ الهنود، جنبًا إلى جنب مع المجموعات العرقية الأخرى، مثل: الصينيين، بالوصول إلى ماليزيا في العصور القديمة والعصور الوسطى. في عام 2010، أفاد التعداد الماليزي أن هناك 1.91 مليون مواطن من أصل هندي. حوالي 1.64 مليون مجموعة عرقية هندية ماليزية (86٪) هندوس. حوالي 0.14 مليون مجموعة عرقية غير هندية يصرح الماليزيون أيضًا بأنهم هندوس.